# Chicago Jazz
 (avril 2024).
Si vous disposez d'ouvrages ou d'articles de référence ou si vous connaissez des sites web de qualité traitant du thème abordé ici, merci de compléter l'article en donnant les références utiles à sa vérifiabilité et en les liant à la section « Notes et références ».

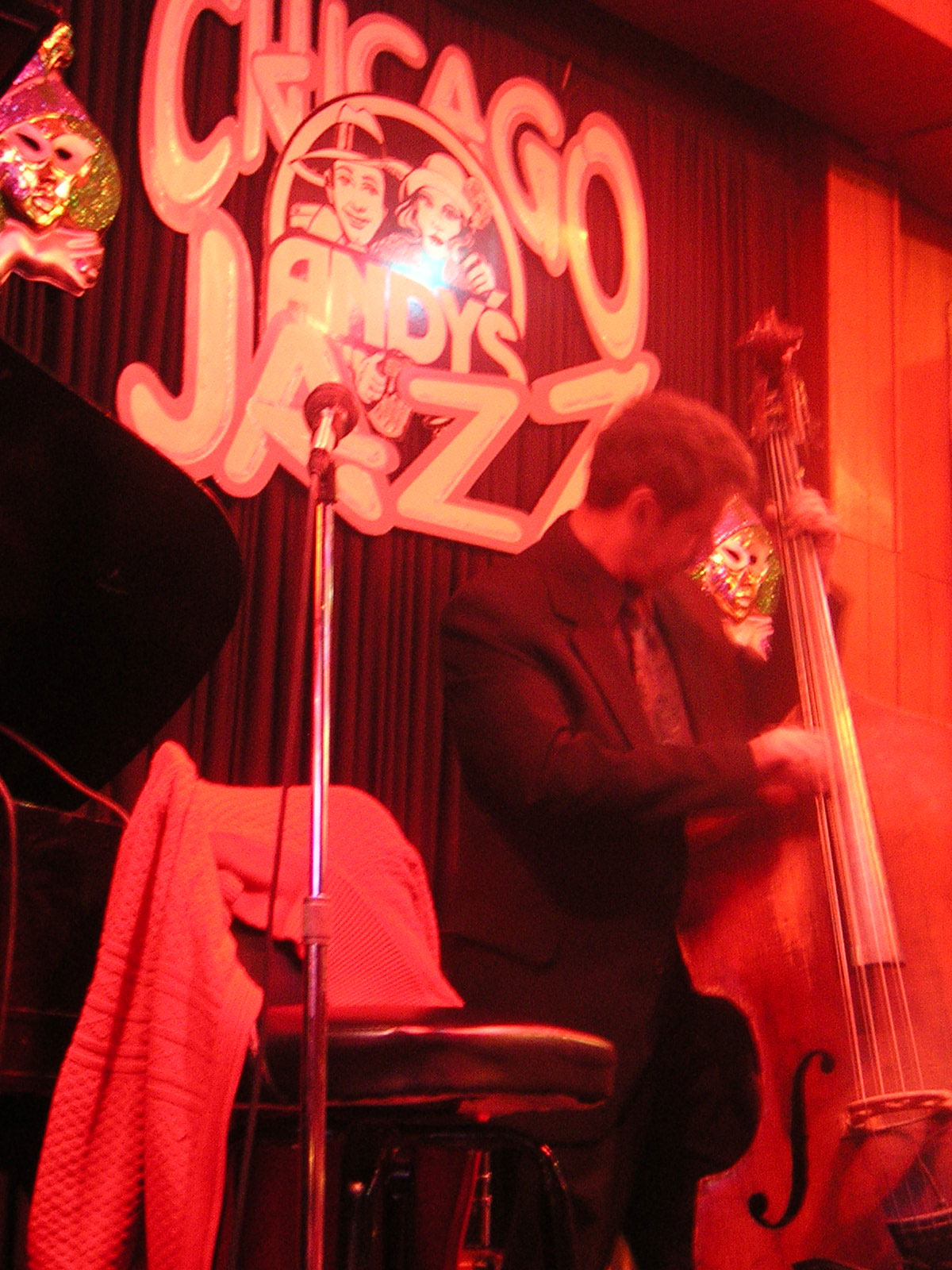
Un club où l'on joue du Chicago Jazz.

Le jazz de Chicago (Chicago Jazz) est un courant de jazz distinctif provenant des musiciens méridionaux s'étant déplacés à Chicago et dans le reste du Midwest après la Première Guerre mondiale, rapportant avec eux le « Dixieland »  de La Nouvelle-Orléans. Chicago devint, avec La Nouvelle-Orléans, l'un des berceaux du jazz au début du XXe siècle.

## Histoire
Au début des années 1920, de nombreux musiciens noirs de La Nouvelle-Orléans sont venus à Chicago (dont King Oliver, Jelly Roll Morton et Louis Armstrong). Une des principales raisons a été la fermeture par décret de « Storyville », qui fut le Quartier des spectacles de La Nouvelle-Orléans, déclenchant ainsi un vaste mouvement de musiciens en particulier, à Chicago. En outre, l'offre de travail à Chicago était grande, notamment dans les abattoirs et les usines de textiles. Certains élèves de la classe moyenne blanche, qui ont entendu le style jazz Nouvelle-Orléans dans les quartiers sud de Chicago se sont inspirés du modèle noir, développant leur propre style. Le saxophone est devenu très important, surtout en tant qu'instrument soliste. La basse et la guitare ont pris le relais sur le tuba et le banjo, en insistant davantage sur la batterie.
La discothèque du Friar's Inn était à l'époque l'un des principaux lieux de rendez-vous pour les amateurs de jazz.

## Caractéristiques
Le jazz de Chicago se caractérise par une importance accrue des solos individuels (par opposition à l'improvisation collective dans les débuts du jazz à La Nouvelle-Orléans), l'importance croissante du saxophone, et surtout à partir d'une certaine retenue émotionnelle. Également des références à la musique romantique du XIXe siècle, peuvent être produites. Au début des années 1930, le style a été remplacé par l'avènement de la musique big band.
Au XXIe siècle, Chicago continue à avoir une scène vibrante et innovante du jazz, telle que le festival de jazz annuel de Chicago. Les interprètes célèbres du festival de jazz de Chicago incluent Miles Davis, Sonny Rollins, Ornette Coleman, Benny Carter, Ella Fitzgerald, Anthony Braxton, Betty Carter, Lionel Hampton, Jimmy Dawkins, Von Freeman, Johnny Frigo, Slide Hampton, Roy Haynes, et beaucoup d'autres. Les musiciens les plus importants de toutes les ères vivantes du jazz donnent régulièrement des concerts en ville, font des enregistrements, et voyagent partout à travers le pays et jusqu'en Europe.
Les membres de l'association pour l'avancement des musiciens créatifs de Chicago travaillant régulièrement dans la ville incluent Fred Anderson, Ernest Dawkins, Aaron Getsug, et Isaïe Spencer. Depuis les années 1960, les membres de l'organisation ont exécuté leur version de la « grande musique noire » dans le monde entier.